# Arnac-Pompadour
Arnac-Pompadour é uma comuna francesa na região administrativa da Nova Aquitânia, no departamento de Corrèze. Estende-se por uma área de 15,09 km². Em 2010 a comuna tinha 1 146 habitantes (densidade: 75,9 hab./km²).